# Leæther Strip
Leæther Strip est un groupe musical (one-man band) danois, originaire de Vegger. Formé en 1988 par Claus Larsen, il puise dans de nombreux courants musicaux (EBM, électro-industriel, musique gothique, rock), il aurait influencé plusieurs musiques de films. 
Autrefois distribué par les labels allemands Zoth Ommog (en Europe) et américains Cleopatra Records et Metropolis Records (en Amérique du Nord), Leæther Strip est distribué depuis 2005 par le label belge Alfa Matrix.

## Histoire
Aux dires de Claus Larsen, fondateur de Leæther Strip, ce projet a pour seul membre lui-même. Personnalité charismatique, Larsen est né le 30 novembre 1967 à Aalborg, au Danemark. Ses premières productions sous le nom « Leæther Strip » sortent en 1989. Toutefois, lorsque sort G.A.W.M.U.S. (Getting Away With Murder U. S.) en 1995, deux pistes sont présentées comme des démos réalisées en 1982 et 1984. En 1991, Larsen forme un projet annexe baptisé Klute (devenu en 2006 Klutæ), dont il est également l'unique composante.
Le son particulier de Leæther Strip dans les années 1990 aide à définir ce qui est connu sous le nom d'électro-industriel. En 1994, Larsen expérimente de nouveaux sons, sortant un album influencé par la musique classique, pensé comme la bande-son d'un film fictif, Serenade for the Dead. Par la suite, influences classiques et électroniques vont se télescoper, formant un nouveau courant musical baptisé « symphonic electro » par son concepteur.
Après la sortie de l'album Carry Me en 2000, le projet est mis en sourdine durant cinq ans. Il revient sur le devant de la scène en 2005 avec la sortie d'un nouvel opus, un EP baptisé Suicide Bombers, suivi de près par un nouvel album, « After the Devastation ». Deux nouveaux EP voient le jour en 2006 : Walking on Volcanos et Fætish. Cette même année, Claus Larsen met à la disposition de ses fans une chanson gratuite via sa page Myspace, un remix de Franck Tovey Taught Me Things, téléchargé plus de 10 000 fois. En 2007 sort un nouvel album, The Giant Minutes to the Dawn. L'année suivante, Larsen annonce sa participation à plusieurs concerts et festivals organisés en 2009 au Danemark, en Allemagne (Amphi Festival) et aux États-Unis (Power Strip Festival).
L'époux de Larsen et compagnon du groupe, Kurt Grünewaldt Hansen, décède le 28 septembre 2020, après une bataille contre le cancer, à l'âge de 75 ans.

## Discographie
- 1988 : Japanese Bodies (vinyle)
- 1989 : The Pleasure of Penetration (LP / CD)
- 1989 : Aspects of Aggression (vinyle)
- 1990 : Science for the Satanic Citizen (LP / CD)
- 1991 : Object V (EP CD)
- 1991 : Material (EP CD)
- 1991 : Yes, I'm Limited Vol. 1 (EP CD)
- 1992 : Solitary Confinement  (LP / CD)
- 1993 : Underneath the Laughter (CD)
- 1993 : Penetrate the Satanic Citizen (CD)
- 1993 : Fit for Flogging  (CD)
- 1994 : Serenade for the Dead - CD (album double, remasterisé en 1999)
- 1995 : Legacy of Hate and Lust (CD)
- 1995 : Positive Depression (EP CD)
- 1995 : Getting Away With Murder (CD)
- 1996 : Best of (CD)
- 1996 : Double or Nothing (album double)
- 1996 : Rebirth of Agony (CD)
- 1996 : Yes, I'm Limited Vol. 2 (CD)
- 1996 : Self-inflicted (CD)
- 1997 : Retrospective (CD)
- 1997 : Yes, I'm Limited Vol. 3 (album double)
- 1997 : Anal Cabaret: A Tribute to Soft Cell (EP CD)
- 2000 : Carry Me (CD)
- 2005 : Satanic Reasons, The Very Best of (album double)
- 2005 : Suicide Bombers (EP CD)
- 2005 : After The Devastation (album double)
- 2006 : Walking on Volcanos (EP CD)
- 2007 : The Giant Minutes to the Dawn (CD)
- 2008 : Civil Disobedience (album double)
- 2009 : Ængelmaker (album triple)
- 2009 : Yes I'am Limited (album double)
- 2010 : Mental Slavery (album double)
- 2013 : Serenade for the Dead II